# 直方東高等学校
直方東高等学校（のおがたひがしこうとうがっこう）は、福岡県直方市にあった男女共学の私立高等学校である。旧称は直方商業高等学校および直方学園高等学校。
2003年に廃校となった。

## 概要
学校法人直方学園が運営していた私立高等学校で、校舎を直方市大字頓野字藤野4093番地1に置いた（直方駅の東側約1kmにある遠賀川東岸の地域）。1959年に商業高等学校として開校し、のちに商業科のほかに土木科・建築科・普通科を設置した。
最盛期には生徒数が1,000人を超えていたが、筑豊地区の石炭産業の消滅と少子化により生徒数が激減し、末期には定員150名に対して入学者数は30名程度まで減少していた。1996年に直方学園は学校の土地・施設を担保に福岡シティ銀行（現: 西日本シティ銀行）から約1億8000万円の融資を受けた。この融資は14年間で返済する計画であったが、入学者の減少に加え、学園が経営する別の専門学校の事業が失敗したこともあって返済不能となり、2002年に福岡シティ銀行ほか1社は福岡地方裁判所直方支部に競売を申し立て、翌2003年に授業を行っている現用中の状態のまま競売が実施された。なお、融資を受けた翌年度（1997年度）からは校名を「直方東高等学校」と改称、進学校を目指し改称初年度には私立高校でありながら志願者の半数を不合格とする選抜も行われた。
野球部は県内屈指の強豪校であった時期もあり、1969年・1973年には県大会決勝に進出したものの惜敗し甲子園出場は叶わなかった。1997年度の入学パンフレットでは伝統の野球部を強化するべく学校案内より表紙から大半が野球部の内容になるなど野球部の強化によって経営を再構築しようとしていたことがうかがえる。
2003年度も生徒募集を行い、1人が新たに入学したが、生徒の卒業を待たず同年10月1日に廃校となった。
なお、競売では生徒保護を考えた地元の大和青藍高等学校を運営する法人（学校法人大和学園）が落札し、残っていた生徒もろとも引き継いだ。

## 沿革
- 1955年（昭和30年） - 直方経理専門学校として開校。
- 1959年（昭和34年） - 高等学校に改組し、直方商業高等学校に改称。
- 1960年（昭和35年） - 直方学園高等学校に改称。
- 1997年（平成9年） - 直方東高等学校に改称。
- 2003年（平成15年）10月1日 - 廃校。

## 出身有名人
- 阪口忠昭 （プロ野球選手）
- 島田誠（プロ野球選手）
- 福澤洋一（プロ野球選手）

## その他
ジェームス三木原作のNHKドラマ『翼をください』に登場する学校「私立花房学園高校」のモデルとなった。